# 普拉迪普·辛格·拉杰普罗希特
普拉迪普·辛格·拉杰普罗希特（英語：Pradeep Singh Rajpurohit），印度外交官，現任印度駐特立尼達和多巴哥高級專員。

## 经历
拉杰普罗希特在開羅美國大學獲得阿拉伯語文憑。
2006年至2008年，任印度駐埃及大使館三等祕書。2008年至2011年，任印度駐阿拉伯聯合酋長國大使館二等祕書。2014年至2017年，在印度駐德國大使館負責政治事務部門。2017年2月至2019年10月，擔任印度駐伊拉克共和國大使，2019年至2020年任印度駐沙烏地阿拉伯使團副團長。
2021年7月至2023年9月，擔任印度外交部中東地區（西亞與北非）司長（聯秘）。
2023年10月6日出任印度駐特立尼達和多巴哥高級專員。